# بير إيريك ألبيرغ
بير إيريك ألبيرغ (بالسويدية: Per Erik Ahlberg)‏ هو إحاثي سويدي عمل على رباعيات الأرجل. حصل على الدكتوراه في علم الحيوان من جامعة كامبردج في عام 1989. وهو حاليا أستاذ في قسم علم الأحياء العضوي في جامعة أوبسالا. قد تعاون مع الإحاثي الإنجليزي جيني كلاك على عدد من المشاريع.
انتخب عضوا في الأكاديمية الملكية السويدية للعلوم في عام 2012.